# Espagne-Portugal en rugby à XV
Cet article retrace l'ensemble des rencontres de l'Espagne et le Portugal en rugby à XV.

## Les confrontations
Voici la liste des confrontations entre ces deux équipes :
| No | Date             | Lieu                                                                    | Match              | Score   | Compétition                             |
| -- | ---------------- | ----------------------------------------------------------------------- | ------------------ | ------- | --------------------------------------- |
| 1  | 13 avril 1935    | Lisbonne — Portugal                                                     | Portugal – Espagne | 5 – 6   | Test match                              |
| 2  | 28 mars 1936     | Madrid — République espagnole                                           | Espagne – Portugal | 16 – 9  | Test match                              |
| 3  | 5 avril 1954     | Madrid — Espagne                                                        | Espagne – Portugal | 23 – 0  | Coupe d'Europe                          |
| 4  | 1er mai 1965     | Lisbonne — Portugal                                                     | Portugal – Espagne | 9 – 12  | Test match                              |
| 5  | 27 mars 1966     | Madrid — Espagne                                                        | Espagne – Portugal | 3 – 9   | Coupe européenne                        |
| 6  | 26 mars 1967     | Lisbonne — Portugal                                                     | Portugal – Espagne | 5 – 0   | Test match                              |
| 7  | 31 mars 1968     | Madrid — Espagne                                                        | Espagne – Portugal | 14 – 5  | Coupe européenne                        |
| 8  | 23 mars 1969     | Barreiro — Portugal                                                     | Portugal – Espagne | 11 – 15 | Coupe européenne                        |
| 9  | 20 décembre 1970 | Madrid — Espagne                                                        | Espagne – Portugal | 17 – 0  | Coupe européenne                        |
| 10 | 21 janvier 1971  | Lisbonne — Portugal                                                     | Portugal – Espagne | 0 – 6   | Coupe européenne                        |
| 11 | 28 mars 1982     | Lisbonne — Portugal                                                     | Portugal – Espagne | 13 – 32 | Trophée européen                        |
| 12 | 26 mars 1983     | Madrid — Espagne                                                        | Espagne – Portugal | 25 – 4  | Trophée européen                        |
| 13 | 11 mars 1984     | Lisbonne — Portugal                                                     | Portugal – Espagne | 6 – 6   | Trophée européen                        |
| 14 | 28 octobre 1990  | Séville — Espagne                                                       | Espagne – Portugal | 29 – 6  | Trophée européen                        |
| 15 | 16 mai 1993      | Lisbonne — Portugal                                                     | Portugal – Espagne | 15 – 37 | Trophée européen                        |
| 16 | 28 mai 1994      | Madrid — Espagne                                                        | Espagne – Portugal | 35 – 19 | Qualifications 1995                     |
| 17 | 22 avril 1995    | Lisbonne — Portugal                                                     | Portugal – Espagne | 15 – 50 | Trophée européen                        |
| 18 | 10 novembre 1996 | Madrid — Espagne                                                        | Espagne – Portugal | 31 – 20 | Test match                              |
| 19 | 11 mai 1997      | Madrid — Espagne                                                        | Espagne – Portugal | 25 – 18 | Trophée européen (finale)               |
| 20 | 10 mai 1998      | Elche — Espagne                                                         | Espagne – Portugal | 33 – 22 | Trophée européen                        |
| 21 | 2 décembre 1998  | Murrayfield Stadium, Édimbourg — Écosse                                 | Portugal – Espagne | 17 – 21 | Qualifications pour la Coupe du monde   |
| 22 | 20 février 2000  | Lisbonne — Portugal                                                     | Portugal – Espagne | 21 – 19 | Championnat européen                    |
| 23 | 4 mars 2001      | Madrid — Espagne                                                        | Espagne – Portugal | 31 – 15 | Championnat européen                    |
| 24 | 3 mars 2002      | Caldas da Rainha — Portugal                                             | Portugal – Espagne | 13 – 10 | Championnat européen                    |
| 25 | 2 juin 2002      | Madrid — Espagne                                                        | Espagne – Portugal | 34 – 21 | Test match                              |
| 26 | 23 mars 2003     | Lisbonne — Portugal                                                     | Portugal – Espagne | 35 – 16 | Championnat européen                    |
| 27 | 27 février 2004  | Madrid — Espagne                                                        | Espagne – Portugal | 19 – 35 | Championnat européen                    |
| 28 | 3 février 2007   | Lisbonne — Portugal                                                     | Portugal – Espagne | 21 – 18 | Championnat européen                    |
| 29 | 10 mai 2008      | Madrid — Espagne                                                        | Espagne – Portugal | 21 – 17 | Championnat européen                    |
| 30 | 15 mars 2009     | Lisbonne — Portugal                                                     | Portugal – Espagne | 24 – 19 | Championnat européen                    |
| 31 | 27 février 2010  | Madrid — Espagne                                                        | Espagne – Portugal | 15 – 33 | Championnat européen                    |
| 32 | 12 mars 2011     | Madrid — Espagne                                                        | Espagne – Portugal | 25 – 10 | Championnat européen                    |
| 33 | 4 mars 2012      | Coimbra — Portugal                                                      | Portugal – Espagne | 23 – 17 | Championnat européen                    |
| 34 | 16 mars 2013     | Estadio Multiusos de San Lázaro, Saint-Jacques-de-Compostelle — Espagne | Espagne – Portugal | 9 – 9   | Championnat européen                    |
| 35 | 15 mars 2014     | Lisbonne — Portugal                                                     | Portugal – Espagne | 24 – 28 | Championnat européen                    |
| 36 | 14 mars 2015     | Coimbra — Portugal                                                      | Portugal – Espagne | 8 – 19  | Championnat européen                    |
| 37 | 12 mars 2016     | Madrid — Espagne                                                        | Espagne – Portugal | 39 – 7  | Championnat européen                    |
| 38 | 7 février 2021   | Madrid — Espagne                                                        | Espagne – Portugal | 25 – 11 | Championnat international               |
| 39 | 27 mars 2021     | Oeiras — Portugal                                                       | Portugal – Espagne | 43 – 28 | Championnat international               |
| 40 | 13 mars 2022     | Stade national complutense, Madrid — Espagne                            | Espagne – Portugal | 33 – 28 | Championnat international               |
| 41 | 4 mars 2023      | Stade du Restelo, Lisbonne — Portugal                                   | Portugal – Espagne | 27 – 10 | Championnat international (demi-finale) |
| 42 | 3 mars 2024      | Stade du Restelo, Lisbonne — Portugal                                   | Portugal – Espagne | 33 – 30 | Championnat international (demi-finale) |